# Glycaspis pervagata
Glycaspis pervagata är en insektsart som beskrevs av Moore 1970. Glycaspis pervagata ingår i släktet Glycaspis och familjen rundbladloppor. Inga underarter finns listade i Catalogue of Life.